# Regierung Michel II

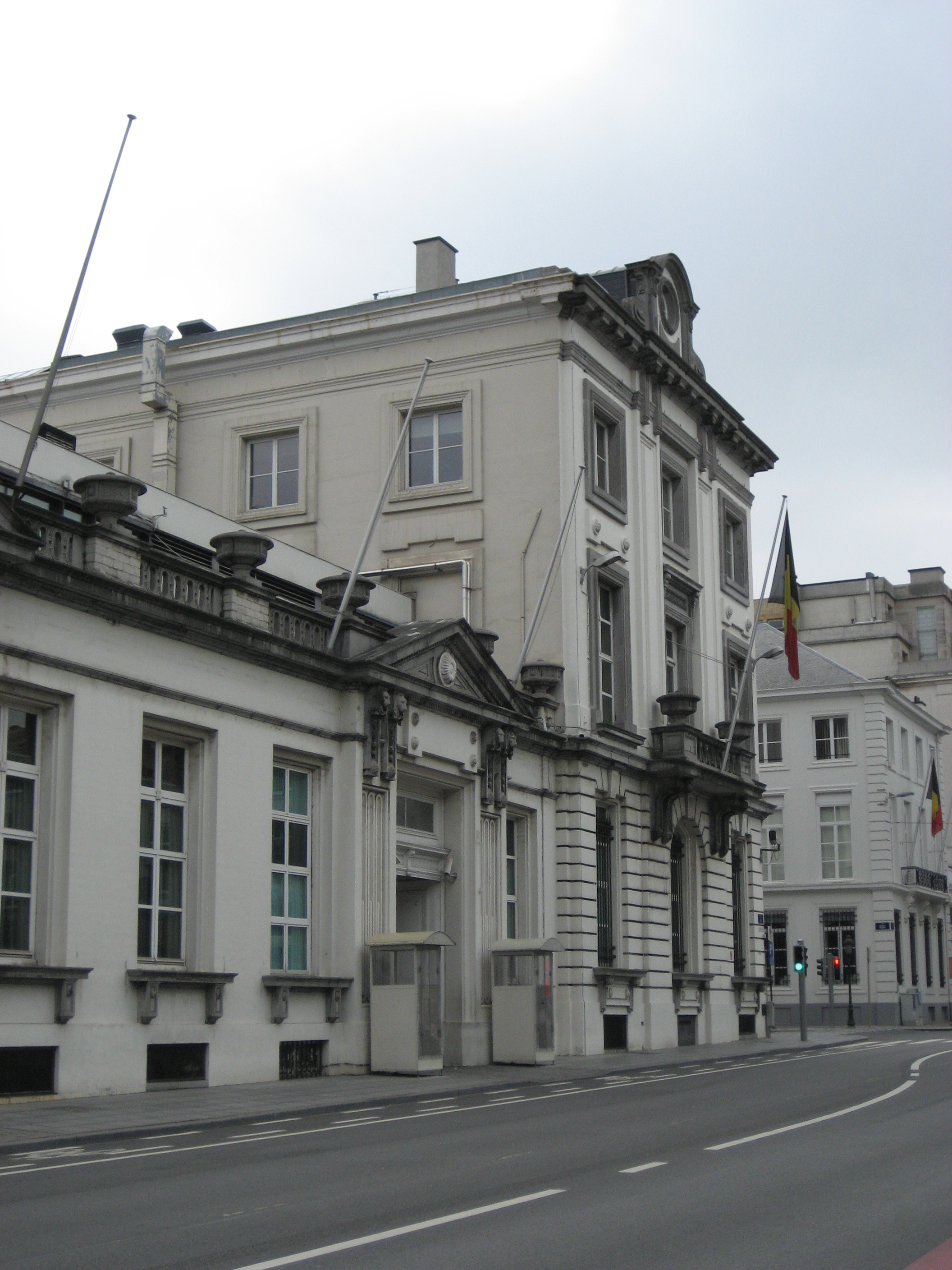
Sitz der Föderalregierung in der Wetstraat/Rue de la loi in Brüssel

Die Regierung Michel II war die Regierung Belgiens vom 9. Dezember 2018 bis zum 27. Oktober 2019, die nie eine parlamentarische Legitimierung hatte. Sie war die Fortsetzung der Regierung Michel I ohne die Minister und Staatssekretäre der N-VA, die aus Protest gegen die Ratifizierung des UN-Migrationspakts die Regierung verließ. Die „blau-orange“ Minderheitsregierung setzte sich aus dem wallonischen liberalen MR, der flämischen liberalen Open Vld sowie der flämischen christdemokratischen CD&V zusammen. Diese Parteien verfügten über 52 der 150 Sitze in der Abgeordnetenkammer.
Bevor es am 18. Dezember 2018 zu einem von den Sozialisten und den Grünen beantragten Misstrauensvotum kommen sollte, trat Charles Michel an diesem Tag zurück und die Regierung war seither nur noch geschäftsführend im Amt (Gouvernement d'affaires courantes/Regering van lopende zaken). Auch nach den Parlamentswahlen vom 26. Mai 2019 blieb die Regierung Michel II geschäftsführend im Amt, da sich keine neue Mehrheit fand.

## Zusammensetzung
Alle nicht der N-VA angehörenden Minister blieben im Amt, teilweise mit erweiterten Zuständigkeiten. Zusätzlich wurden zur Herstellung der von der Verfassung geforderten Sprachparität in der Regierung die vormaligen Staatssekretäre Pieter De Crem und Philippe De Backer zu Ministern befördert.
Die Regierung bestand aus folgenden 13 Ministern, Staatssekretäre gab es keine:
| Amt | Name | Name                    | Partei | Partei   |
| --- | ---- | ----------------------- | ------ | -------- |
| Premierminister |      | Charles Michel          |        | MR       |
| Vizepremierminister Beschäftigung, Wirtschaft und Verbraucherschutz zuständig für Außenhandel, Armutsbekämpfung, Chancengleichheit und Behinderte |      | Kris Peeters            |        | CD&V     |
| Vizepremierminister Finanzen, Entwicklungshilfe zuständig für Bekämpfung von Steuerbetrug                                                         |      | Alexander De Croo       |        | Open VLD |
| Vizepremierminister Auswärtige und europäische Angelegenheiten, Verteidigung zuständig für Beliris und föderale Kulturinstitutionen               |      | Didier Reynders         |        | MR       |
| Sicherheit und Inneres |      | Pieter De Crem          |        | CD&V     |
| Justiz zuständig für Gebäudewirtschaft |      | Koen Geens              |        | CD&V     |
| Soziales, Gesundheit, Asyl und Migration |      | Maggie De Block         |        | Open VLD |
| Renten |      | Daniel Bacquelaine      |        | MR       |
| Energie, Umwelt und Nachhaltigkeit |      | Marie-Christine Marghem |        | MR       |
| Haushalt zuständig für Wissenschaft und die Nationale Lotterie                                                                                    |      | Sophie Wilmès           |        | MR       |
| Mobilität zuständig für Belgocontrol und die NMBS/SNCB                                                                                            |      | François Bellot         |        | MR       |
| Mittelstand, Selbständige, kleinere und mittlere Unternehmen, Landwirtschaft und gesellschaftliche Integration zuständig für Großstädte           |      | Denis Ducarme           |        | MR       |
| Digitale Agenda, Telekommunikation und Post zuständig für Verwaltungsvereinfachung, Bekämpfung von Sozialbetrug, Datenschutz und die Nordsee      |      | Philippe De Backer      |        | Open VLD |

## Ende
Da Charles Michel im Juli 2019 zum Präsidenten des Europäischen Rates gewählt wurde und sein Amt am 1. Dezember 2019 von Donald Tusk übernehmen soll, kündigte er am 26. Oktober 2019 seinen Rückzug an. Am 27. Oktober 2019 nahm der König den Rücktritt der Regierung Michel II an und ernannte auf seinen Vorschlag hin die vormalige Haushaltsministerin Sophie Wilmès zur neuen geschäftsführenden Ministerpräsidentin (Regierung Wilmès I).